# قرار مجلس الأمن التابع للأمم المتحدة رقم 1376
قرار مجلس الأمن التابع للأمم المتحدة رقم 1376، المتخذ بالإجماع في 9 تشرين الثاني / نوفمبر 2001، بعد الإشارة إلى جميع القرارات السابقة المتعلقة بالحالة في جمهورية الكونغو الديمقراطية، أيد المجلس المرحلة الثالثة لنشر بعثة الأمم المتحدة في جمهورية الكونغو الديمقراطية.

## القرار

### أعمال
وأشار مجلس الأمن إلى أن جميع الأطراف احترمت بشكل عام اتفاق لوساكا لوقف إطلاق النار، لكنه لا يزال يشعر بالقلق إزاء استمرار الأعمال العدائية في شرق البلاد. ورحب بانسحاب القوات الناميبية كخطوة إيجابية نحو انسحاب جميع القوات الأجنبية، مع مطالبة الوحدات المتبقية بالمغادرة وفقًا للقرار 1304 (2000). وطالب المجلس بنزع سلاح كيسنغاني بالكامل التي كان يحتلها التجمع الكونغولي من أجل الديمقراطية - غوما، ورحب بنشر أفراد البعثة في المدينة لأغراض تدريب الشرطة.
وأيد القرار الحوار بين الأطراف الكونغولية وأعرب في الوقت نفسه عن القلق إزاء انتهاكات حقوق الإنسان والحالة الإنسانية والصعوبات الاقتصادية، وأدان الاستغلال غير القانوني للموارد الطبيعية في جمهورية الكونغو الديمقراطية. كما شدد على الروابط بين عملية السلام في البلد والعملية في بوروندي حيث تم إحراز تقدم.
ودعم مجلس الأمن المرحلة الثالثة من انتشار بعثة منظمة الأمم المتحدة في جمهورية الكونغو الديمقراطية، ولا سيما في شرق البلاد بما في ذلك كيسنغاني وكيندو. وأكد أن النشر تطلب الخطوات التالية:
(أ) نقل المعلومات اللازمة للتخطيط لدعم بعثة منظمة الأمم المتحدة في جمهورية الكونغو الديمقراطية للانسحاب الكامل للقوات الأجنبية من جمهورية الكونغو الديمقراطية وفقا للقرار 1355 (2001)؛
(ب) نقل المعلومات اللازمة للتخطيط لدور البعثة في عملية نزع السلاح والتسريح والإعادة إلى الوطن وإعادة التوطين وإعادة الإدماج للجماعات المسلحة؛
(ج) إقامة حوار بين حكومتي جمهورية الكونغو الديمقراطية ورواندا بشأن تدابير بناء الثقة وآليات التنسيق؛
(د) تهيئة الظروف المؤاتية لعملية نزع السلاح والتسريح وإعادة الإدماج وإعادة الإدماج الطوعي لأعضاء الجماعات المسلحة؛
(هـ) نزع سلاح كيسنغاني؛
(و) إعادة حرية تنقل الأشخاص والبضائع بين كيسنغاني والعاصمة كينشاسا؛
(ز) التعاون الكامل من جميع الأطراف مع بعثة منظمة الأمم المتحدة في جمهورية الكونغو الديمقراطية.

## روابط خارجية
- نص القرار في undocs.org